# John Onaiyekan

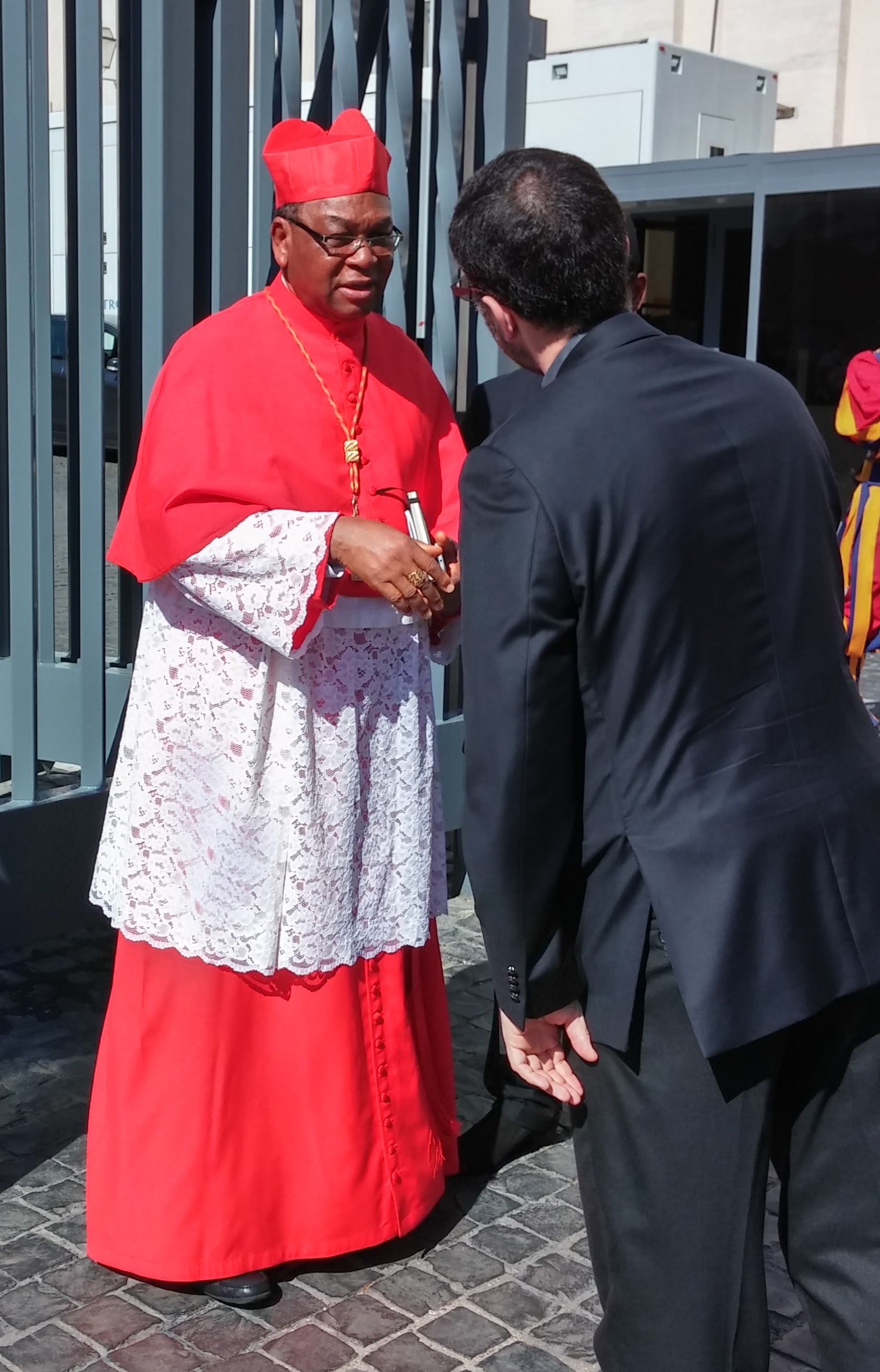
John Kardinal Onaiyekan (2014)

Kardinalswappen

John Olorunfemi Kardinal Onaiyekan (* 29. Januar 1944 in Kabba, Kogi, Nigeria) ist ein nigerianischer Geistlicher und emeritierter römisch-katholischer Erzbischof von Abuja. Er war Präsident der Christian Association of Nigeria (CAN).

## Leben
John Onaiyekan studierte von 1963 bis 1965 Philosophie im Priesterseminar St. Peter & Paul in Bodija, Ibadan, und von 1965 bis 1969 Theologie an der Päpstlichen Universität Urbaniana in Rom. Am 3. August 1969 empfing er die Priesterweihe durch Auguste Delisle CSSp in Kabba. Er lehrte anschließend Bibelwissenschaften und Französisch am St. Kizito’s College, Isanlu, und war in der Seelsorge tätig. 1971 war er kurzzeitig Rektor des St. Clement Junior Seminars in Lokoja.
Von 1971 bis 1973 studierte Onaiyekan Bibelwissenschaften am Päpstlichen Bibelinstitut (PIB) in Rom und erlangte das Lizenziat der Theologie. 1976 wurde er an der Urbania mit der Arbeit Priesthood in Pre-Monarchical Ancient Israel and in Traditional Owe Society. A comparative Study. in Bibelwissenschaften mit summa cum laude promoviert. 1977 wurde er Vizerektor des Priesterseminars St. Peter & Paul in Bodija und Professor für Fundamentaltheologie und Bibelwissenschaften, ab 1978 Rektor des Seminars.
Papst Johannes Paul II. ernannte Onaiyekan am 10. September 1982 zum Titularbischof von Thunusuda sowie zum Weihbischof in Ilorin und spendete ihm am 6. Januar 1983 im Petersdom die Bischofsweihe; Mitkonsekratoren waren die Kurienerzbischöfe Eduardo Martínez Somalo und Duraisamy Simon Lourdusamy. Durch Ernennung von Papst Johannes Paul II. war er von 1980 bis 1985 Mitglied der Päpstlichen Internationalen Theologenkommission und von 1981 bis 1991 zum Mitglied der Methodistisch/Römisch-katholischen Kommission. 1989 war er Mitglied der Kommission zur Vorbereitung der Afrikanischen Synode von 1990.
Am 7. Juli 1990 wurde er zum Koadjutorbischof des Bistums Abuja bestellt und trat am 28. September 1992 die Nachfolge des aus Altersgründen zurückgetretenen Dominic Ignatius Kardinal Ekandem als Bischof von Abuja an. Nach Erhebung des Bistums zum Erzbistum Abuja wurde er 1994 dessen erster Erzbischof.
1992 wurde er zum Relator Generalis Adiunctus der afrikanischen Synode ernannt, seit 1994 ist er Vertreter in der römischen Bischofssynode. 1994 wurde er Vizepräsident der Katholischen Bischofskonferenz von Nigeria (CBCN), 1999 deren Präsident.
Von 2004 bis 2007 war er Präsident des Symposiums der Bischofskonferenzen von Afrika und Madagaskar (SECAM). Von 2001 bis 2004 war er Präsident der Association of Episcopal Conferences of Anglophone West Africa (AECAWA).
Am 24. Oktober 2012 gab Papst Benedikt XVI. bekannt, dass er ihn zum Kardinal kreieren wolle. Im Konsistorium vom 24. November desselben Jahres nahm er ihn als Kardinalpriester mit der Titelkirche San Saturnino in das Kardinalskollegium auf und ernannte ihn am 31. Januar 2013 zum Mitglied der Kongregation für die Glaubenslehre und des Päpstlichen Rats für die Familie. Nach dem Rücktritt Benedikts XVI. nahm Kardinal Onaiyekan am Konklave 2013 teil.
Papst Franziskus ernannte ihn am 3. Juli 2013 zum Apostolischen Administrator ad nutum Sanctae Sedis von Ahiara. Am 28. Oktober 2016 ernannte ihn Papst Franziskus zum Mitglied der Kongregation für den Gottesdienst und die Sakramentenordnung.
John Onaiyekan war Teilnehmer beim Religionsgipfel in Lindau am Bodensee, die die Organisation „Religions for Peace“ im August 2019 veranstaltete.
Am 9. November 2019 nahm Papst Franziskus seinen altersbedingten Rücktritt an.

## Ökumene in Nigeria
Seit 1996 ist er Mitglied, von 2007 bis 2010 war er in Nachfolge von Primas der anglikanischen Church of Nigeria, Peter Akinola, der Präsident der Christian Association of Nigeria (CAN).
Muhammad Sa'ad Abubakar, der Sultan von Sokoto, und Erzbischof John Onaiyekan, sprachen sich 2009 in Lagos in einer gemeinsamen Pressekonferenz gegen religiöse Auseinandersetzungen und für eine Zusammenarbeit des Islams und Christentums in Nigeria aus. Beide waren damals Co-Präsidenten des „Nigerianischen Verbandes des Handelns für den Glauben“.

## Positionen (Auswahl)
2019 befürwortete Oneiyekan die Kriminalisierung sexueller Handlungen unter gleichgeschlechtlichen Personen, obgleich dies nicht der vatikanischen Lehramtshaltung entspricht und dies auch Papst Franziskus im Januar 2023 erklärte.

## Ehrungen und Auszeichnungen
2001 wurde er durch den Präsidenten Nigerias Olusegun Obasanjo zum Commander of the Order of the Niger (CON) ernannt.